# 河野淳一
河野 淳一（こうの じゅんいち、1963年4月 - ）は、日本の企業家。河野製作所四代目社長。世界で初となる切断された母指の再接着術に成功した。

## 略歴
- 千葉県市川市生れ。
- 82年4月青山学院大学経営学部入学
- 85年4月〜87年3月米国ボストン留学
- 88年3月青山学院大学経営学部卒、同年4月年千代田火災海上保険入社
- 91年3月同社を退社、同年9月河野製作所入社
- 98年12 月河野製作所・代表取締役就任
- 99年4月クラウンジュン・コウノ代表取締役就任[3]、現在に至る